# Clinostomus elongatus
Clinostomus elongatus är en fiskart som först beskrevs av Jared Potter Kirtland, 1840.  Clinostomus elongatus ingår i släktet Clinostomus och familjen karpfiskar. Inga underarter finns listade i Catalogue of Life.